# 维亚莱 (大西洋比利牛斯省)
维亚莱（法語：Vialer，法語發音：[vjale]）是法国大西洋比利牛斯省的一个市镇，属于波城区。

## 地理
维亚莱（43°30'8"N, 0°10'23"W）面积7.29 平方千米，位于法国新阿基坦大区大西洋比利牛斯省，该省份为法国东南部省份，涵盖了贝阿恩与北巴斯克，西临大西洋比斯開灣，北至朗德省，东北接热尔省，东临上比利牛斯省，南与西班牙接壤。
与维亚莱接壤的市镇（或旧市镇、城区）包括：阿里科-博尔德、比罗斯芒杜斯、卡迪永、加永、拉隆格、圣让普季。

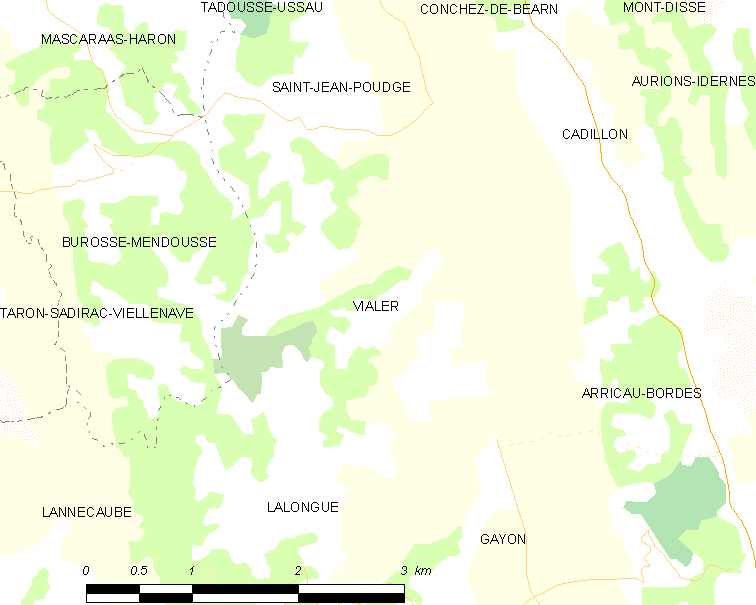
的OSM定位图

维亚莱的时区为UTC+01:00、UTC+02:00（夏令时）。

## 行政
维亚莱的邮政编码为64330，INSEE市镇编码为64552。

## 政治
维亚莱所属的省级选区为吕伊河土地和维克比伊山坡县。

## 人口

1962-2008年间人口变化图示

维亚莱于2022年1月1日时的人口数量为146人。